# Univerzita sv. Cyrila a Metoda v Trnave
Univerzita sv. Cyrila a Metoda v Trnave je slovenská veřejná vysoká škola univerzitního typu.
Byla zřízena zákonem č. 201/1997 Z.z. Současným rektorem je Dr.h.c. doc. Ing. Jozef Matúš, CSc.
K srpnu 2012 má celkem 5445 studentů.

## Fakulty
Univerzita má pět fakult:
- Filosofická fakulta,
- Fakulta masmediální komunikace,
- Fakulta přírodních věd,
- Fakulta sociálních věd,
- Institut fyzioterapie, balneologie a léčebné rehabilitace (v Piešťanech)